# Alfred Hitchcock prezintă...
Alfred Hitchcock prezintă... (Alfred Hitchcock Presents) este o serie americană de antologie de televiziune care a fost creată, găzduită și produsă de Alfred Hitchcock; programul a fost difuzat pe CBS și NBC între 1955 și 1965. A prezentat drame, thrillere și mistere. Între 1962 și 1965 a fost redenumită The Alfred Hitchcock Hour- Ora Alfred Hitchcock . 
În momentul în care spectacolul a avut premiera pe 2 octombrie 1955, Hitchcock a regizat deja filme de peste trei decenii. Revista Time a numit serialul ca unul dintre „cele mai bune 100 de emisiuni TV din toate timpurile”. Ghilda Scriitorilor din America  - Writers Guild of America  l-a clasat pe locul # 79 pe lista lor cu cele mai bune 101 de seriale TV scrise, legându-l cu Monty Python's Flying Circus, Star Trek: The Next Generation și Upstairs, Downstairs.
Au fost emise o serie de antologii literare cu titlul Alfred Hitchcock Presents pentru a valorifica succesul seriei de televiziune. Un volum, dedicat poveștilor pe care cenzorii nu au permis să fie adaptate pentru difuzare, a fost intitulat Alfred Hitchcock Presents: Stories They Wouldn't Let Me Do on TV - deși în cele din urmă mai multe dintre poveștile culese au fost adaptate. 

## Vedete invitate și alți actori
Printre actorii care apar în cele mai multe episoade se numără Patricia Hitchcock (fiica lui Alfred Hitchcock), Dick York, Robert Horton, James Gleason, John Williams, Robert H. Harris, Russell Collins, Barbara Baxley, Ray Teal, Percy Helton, Phyllis Thaxter, Carmen Mathews, Mildred Dunnock, Alan Napier, Robert Vaughn și Vincent Price. 
Mulți actori de film notabili, precum Robert Redford, Sir Cedric Hardwicke, Robert Newton, Steve McQueen, Bruce Dern, Walter Matthau, Laurence Harvey, Claude Rains, Dennis Morgan, Joseph Cotten, Vera Miles, Tom Ewell, Peter Lorre, Bette Davis, Dean Stockwell, Jessica Tandy, John Cassavetes și Barbara Bel Geddes etc. au apărut în serial. 

## Regizori
Regizorii care au regizat cele mai multe episoade sunt în ordinea numărului de episoade: Robert Stevens (44 de episoade),  Paul Henreid (28 de episoade),  Herschel Daugherty (24 de episoade),  Norman Lloyd (19 episoade),  Alfred Hitchcock (17 episoade),  Arthur Hiller (17 episoade),  James Neilson (12 episoade),  Justice Addiss (10 episoade)  și John Brahm (10 episoade). Alți regizori notabili:  Robert Altman,  Ida Lupino,  Stuart Rosenberg,  Robert Stevenson,  David Swift  și William Friedkin.

## Episoade
| Sezonul | Nr. episoade | Premiera TV originală | Premiera TV România |
| ------- | ------------ | --------------------- | ------------------- |
| I       | 39           | 1955-1956             | [ 21 ]              |
| II      | 39           | 1956-1957             |                     |
| III     | 39           | 1957-1958             |                     |
| IV      | 36           | 1958-1959             |                     |
| V       | 38           | 1959-1960             |                     |
| VI      | 38           | 1960-1961             |                     |
| VII     | 39           | 1961-1962             |                     |

## Istoricul difuzării
Istoricul difuzării a fost următorul: 
- Duminică la 9: 30–10 pm pe CBS: 2 octombrie 1955 - septembrie 1960
- Marți la 8: 30–9 pm pe NBC: septembrie 1960 - septembrie 1962
- Joi la 10-11 pm pe CBS: septembrie-decembrie 1962
- Vineri la 9: 30–10: 30   pm pe CBS: ianuarie - septembrie 1963
- Vineri la 10-11 pm pe CBS: septembrie 1963 - septembrie 1964
- Luni la 10-11 pm pe NBC: octombrie 1964 - septembrie 1965

## Noul serial din 1985
În 1985, NBC a lansat un nou film TV pilot bazat pe serial, care a combinat patru povești filmate recent cu imagini colorate de Hitchcock din seria originală pentru a introduce fiecare segment. Filmul a avut un succes uriaș ca audiență. Seria nouă Alfred Hitchcock Presents a debutat în toamna anului 1985 și a păstrat același format cu cel al pilotului: povești recent filmate (un amestec de lucrări originale și remake-uri actualizate ale episoadelor din seria originală) cu introduceri colorizate de Hitchcock. Noua serie a avut doar un sezon înainte ca NBC să o anuleze, dar apoi a fost produsă încă trei ani de către USA Network. 